# HDClone
HDClone — утилита для копирования информации на жёстких дисках и создания резервных копий.

## Описание
Программный продукт предназначен для создания резервных копий и образов с физических и логических дисков компьютера с последующей миграцией установки на новый жёсткий диск или для спасения данных. HDClone имеет поддержку IDE/ATA/SATA/SATA II дисков и работает с дисками, объём которых превышает 130 Гб.
Утилита обеспечивает высокую точность и скорость (перенос данных в Freeware около 300 Мб/мин.) клонирования информации за счёт посекторного копирования.
Также имеется поддержка создания загрузочной/аварийной дискеты, флеш-носителя или компакт-диска.